# اسنک ایتر (بازیکن لاکراس)
اسنک ایتر (انگلیسی: Snake Eater) بازیکن لاکراس اهل کانادا است. از افتخارات وی میتوان به کسب مدال برنز در بازی‌های المپیک تابستانی ۱۹۰۴ اشاره کرد.